# Dansez maintenant
Singles de Dave
Mon cœur est malade
(1975) Du côté de chez Swann
(1975)
Pistes de Dave
Vanina
(6) Amoureux
(8)
Dansez maintenant est une chanson interprétée par Dave, écrite par Patrick Loiseau. C'est une reprise du standard de jazz de Glenn Miller intitulé Moonlight Serenade sorti en 1939.
Paru en single en 1975 sur l'album Dave et ensuite en 1976 sur l'album Tant qu'il y aura... dans une nouvelle version plus lente, le titre rencontre un grand succès, se classant à la deuxième place du hit-parade néerlandais et dans les cinq premières places des hit-parades français et flamand. C'est son plus grand succès dans son pays d'origine, les Pays-Bas. Il s'est écoulé à plus de 300 000 exemplaires en France.

## Classements

### Classements hebdomadaires
| Classement (1975-76)                    | Meilleure position |
| --------------------------------------- | ------------------ |
| France (IFOP)                           | 5                  |
| Belgique (Flandre Ultratop 50 Singles)  | 2                  |
| Belgique (Wallonie Ultratop 50 Singles) | 1                  |
| Pays-Bas (Nederlandse Top 40)           | 1                  |
| Pays-Bas (Single Top 100)               | 2                  |
| Québec (Palmarès francophone)           | 6                  |

### Classements de fin d'année
| Classement (1975)             | Position |
| ----------------------------- | -------- |
| Belgique (Flandre Ultratop)   | 28       |
| France (SNEP)                 | 38       |
| Pays-Bas (Single Top 100)     | 24       |
| Pays-Bas (Nederlandse Top 40) | 29       |